# Dalila Bulcão Mello
Dalila Bulcão Mello, mais conhecida como Dalila (nascida em 17 de maio de 1970, em Curitiba), é uma ex-jogadora brasileira de basquete que ocupava a posição de pivô.

## Carreira
Dalila iniciou no basquete juvenil aos 19 anos.
Em 1989, mudou-se para os Estados Unidos para cursar Zootecnia na Universidade do Texas, onde jogou pelo Lady Buffs, até 1993, quando formou-se zootecnista.
No ano seguinte, voltou ao Brasil e fez parte da Seleção Brasileira de Basquetebol Feminino com a qual conquistou a medalha de ouro no Campeonato Mundial de Basquete feminino, na Austrália, em 1994. A vitória foi inédita: foi a primeira vez que o ouro da competição não foi para Estados Unidos ou Rússia.
Dalila encerrou a carreira como jogadora aos 25 anos e passou a ocupar o cargo de treinadora de basquete da Secretaria Municipal do Esporte, Lazer e Juventude (Smelj) de sua cidade natal, Curitiba.

## Estatísticas FIBA
| Ano          | Competição                              | PPJ | RPJ | APJ |
| ------------ | --------------------------------------- | --- | --- | --- |
| 1994         | Campeonato Mundial de Basquete feminino | 2   | 0   | 0   |
| Média total  | Média total                             | 2   | 0   | 0   |
| Fonte: FIBA. |                                         |     |     |     |